# Eupograpta
Eupograpta es un género de arañas araneomorfas de la familia Miturgidae. Se encuentra en Australia.

## Lista de especies
Según The World Spider Catalog 12.0:
- Eupograpta anhat Raven, 2009
- Eupograpta kottae Raven, 2009